# Plagiodontia araeum
Plagiodontia araeum là một loài động vật có vú trong họ Capromyidae, bộ Gặm nhấm. Loài này được Ray mô tả năm 1964.